# Mitsui & Co.
Mitsui & Co., Ltd. (三井物産?, Mitsui Bussan) è una azienda giapponese, una delle più grandi sōgō shōsha ed è parte del grande keiretsu Mitsui. I suoi campi di attività sono molteplici e comprendono energia, macchinari, chimica, cibo, tessile, logistica e finanza.